# 瓠瓜增一
海豚座10，又名BD+14 4393，HD 197121、SAO 106384、HR 7918，是海豚座的一颗恒星，视星等为5.99，位于銀經59.4，銀緯-16.4，其B1900.0坐标为赤經20h 36m 35.2s，赤緯+14° -16.4′ 37″。